# 預 (官職)
預 (あずかり)とは、平安時代の官司・寺社・荘園などに置かれた職名。
『延喜式』には太政官厨家及び太政官文殿に設置されたことが知られている。10世紀に入ると、後院や院庁、御厨子所、進物所、穀倉院をはじめ、国衙や郡衙などを含めて様々な官司において預が設置されていた。預が設置された中央の官司においては、通常は別当の下に置かれて、公卿である別当に代わって実務を統括する立場に立つことが多かった。院庁などでは執事が設置されると、別当・執事の次に置かれる例があったが、執事と預の関係は官司によって異なっていた。また、1年交代で補任された年預という職は元は預から派生したとも言われている。
その他に荘園では在地において荘務を掌る職として預が置かれたり、神社の社務や寺院の寺務を掌る者として置かれた例もある。春日大社や石清水八幡宮では上位の神官として正預・権預が任じられていた。